# Sisena esmena de la Constitució dels Estats Units

Carta de Drets dels Estats Units.

La Sisena Esmena (en anglès Sixth Amendment) de la Constitució dels Estats Units regula els drets relacionats amb causes criminals en tribunals federals. El Tribunal Suprem va dictaminar que aquests drets són tan fonamentals i importants que la Catorzena Esmena els protegeix en tribunals estatals per la Clàusula del Degut Procés.

## Text
El text de la sisena esmena a la constitució dels Estats Units diu així:
| « | (català) En tots els processaments delictius l'acusat podrà gaudir del dret a un judici ràpid i públic, per un jurat imparcial de l'Estat i districte en què s'hagi comès el delicte, districte el qual haurà estat prèviament determinat per la llei, i d'ésser informat sobre la naturalesa i causa de l'acusació; d'ésser acarat amb els testimonis en contra seva; de tenir un procés obligatori per la compareixença dels testimonis al seu favor i de tenir l'assessoria legal per la seva defensa. | (anglès) In all criminal prosecutions, the accused shall enjoy the right to a speedy and public trial, by an impartial jury of the State and district wherein the crime shall have been committed, which district shall have been previously ascertained by law, and to be informed of the nature and cause of the accusation; to be confronted with the witnesses against him; to have compulsory process for obtaining witnesses in his favor, and to have the Assistance of Counsel for his defence. | » |

## Jutjat de manera pública i expeditiva

### Jutjat expeditivament
Els acusats en causes criminals, sota la Sisena Esmena, tenen dret a un judici de manera expeditiva. La Cort Suprema va crear una prova de quatre parts per determinar si els drets de l'acusat han estat violats (Barker v. Wingo). El primer dels factors n'és la durada de la demora. Una demora d'un any o més des de la data en què el dret a un judici de manera expeditiva comença (la data de l'arrest o acusació, el que sigui el primer) va ser declarat "presumptament perjudicial», però la Cort no ha mai fallat que hi hagi un termini absolut. Un altre factor que va ser-ne reconegut per una Cort va ser la raó per a la demora. La fiscalia no pot endarrerir el judici a l'excés per millorar el cas, però un judici pot ser endarrerit per assegurar la presència d'un testimoni absent o per a altres consideracions pràctiques. Són necessaris que altres factors se'n considerin: el temps i la manera en què l'acusat ha fet valer els seus drets i el grau de perjudici que la demora ha causat a l'acusat.
Si el tribunal dictamina que el dret a un judici de manera expeditiva de l'acusat ha estat violat, l'acusació ha de ser desestimada o la condemna revocada. La Cort Suprema ha fallat que, ja que la demora del judici és una acció estatal, no hi ha un altre remei. Així, una revocació o desestimació d'un cas criminal perquè hi ha una violació del dret a un judici expeditiu, ràpid, sense demora... significa que la fiscalia ja no pot continuar processant el cas.

### Judici públic
En Sheppard v. Maxwell, 384 O.S. 333 (1966), la Cort Suprema va dictar una decisió establint que el dret a un judici públic no és incondicional. En tals casos, en els quals la publicitat excessiva serveixi per a soscavar el dret a un degut procés, es podran establir restriccions a l'accés públic en els procediments. Els judicis podran ser tancats al públic sota instàncies del govern per mitjà d'al·legacions establint que existeix "un interès d'invalidació amb bases en resultats informatius que el tancament al públic és essencial per mantenir els magnes valors i l'acte servirà específicament per al benefici d'aquest interès.» Així mateix, l'acusat podrà fer una petició de tancament del judici al públic; no obstant això, s'haurà de mostrar que "primer, existeix una probabilitat considerable que el dret de l'acusat a un judici just serà perjudicat per la publicitat, la qual seria previnguda pel tancament, i segon, les alternatives raonables al tancament no podran protegir adequadament els drets a un judici just de l'acusat.

## Jurat
El dret a un judici per jurat sempre ha depès de la naturalesa del delicte. Delictes menors —delictes de no més de sis mesos— no són coberts pel requisit de jurat, incloent en el cas molts delictes menors en què no és necessari que sigui un judici per jurat (Lewis v. United States, 1996) també.
Al principi, la Cort Suprema ratificava que el dret de la Sisena Esmena a un judici per jurat significava el dret a un judici per jurat com a Anglaterra, amb dotze membres del jurat amb veredictes unànimes. Després de la Catorzena Esmena, la Cort Suprema va estendre el dret al jurat per judici als acusats en tribunals estatals, i en va examinar els criteris. Va fallar que no és necessari que el jurat tingui dotze membres i que sis en seran suficients en casos estatals.
Cal que els jurats siguin imparcials. Això és, que la defensa i l'acusació indagaran i preguntaran als candidats a membres del jurat per esbrinar els seus prejudicis sobre el delicte i de l'acusat i les seves circumstàncies personals, ètniques, polítiques i socials.